# Puntate di Melevisione (nona stagione)
La nona stagione di Melevisione venne trasmessa tra il 2006 e il 2007 ed è composta da 102 puntate, a cui si aggiungono, per un totale di 130 puntate, le 28 della rubrica Le cronache del Fantabosco. La Melevisione, infatti, andava in onda regolarmente dal lunedì al giovedì; ogni venerdì andava invece in onda la rubrica Le cronache del Fantabosco, dove il folletto protagonista raccontava, attraverso la Melevisione, un episodio avvenuto in passato nel Fantabosco.
Si suddivide in due parti (1-96, 97-130).

## Cast
| Personaggio        | Interprete                 |
| ------------------ | -------------------------- |
| Milo Cotogno       | Lorenzo Branchetti         |
| Fata Lina          | Paola D'Arienzo            |
| Strega Varana      | Zahira Berrezouga          |
| Radio Gufo         | Guido Ruffa                |
| Lupo Lucio         | Guido Ruffa                |
| Principessa Odessa | Carlotta Jossetti          |
| Balia Bea          | Licia Navarrini            |
| Principe Giglio    | Enrico Dusio               |
| Orco Manno         | Diego Casalis              |
| Orchessa Orchidea  | Barbara Abbondanza         |
| Gnomo Ronfo        | Giancarlo Judica Cordiglia |
| Gnoma Linfa        | Olivia Manescalchi         |
| Shirin Scintilla   | Valentina Bartolo          |
| Vermio Malgozzo    | Riccardo Forte             |
| Drollo             | Diego Iannaccone           |
| Cuoco Basilio      | Lando Francini             |

## Episodi
Gli episodi evidenziati in giallo sono stati inclusi ne I Classici della Melevisione. Gli episodi evidenziati in grigio appartengono alla rubrica Le cronache del Fantabosco.

### Prima parte
La prima parte della nona stagione andò in onda in prima visione su Rai 3 dal 25 dicembre 2006 fino al 15 giugno 2007.
| Nº tot. | Nº          | Nome della puntata                                                                 | Prima TV ita     | Personaggi presenti                                                  | Sceneggiatura     | Tema                             | Canzone                        |
| ------- | ----------- | ---------------------------------------------------------------------------------- | ---------------- | -------------------------------------------------------------------- | ----------------- | -------------------------------- | ------------------------------ |
| 1       | 1           | La cena dei regali regali                                                          | 25 dicembre 2006 | Milo Cotogno, Balia Bea, Strega Varana, Fata Lina                    | Bruno Tognolini   | Natale                           | "È Natale"                     |
| 2       | 2           | Uno specchio per Odessa                                                            | 26 dicembre 2006 | Milo Cotogno, Lupo Lucio, Principessa Odessa, Gnomo Linfa            | Venceslao Cembalo | Oggetti di fiaba                 |                                |
| 3       | 3           | L'oro del Re                                                                       | 27 dicembre 2006 | Balia Bea, Strega Varana, Vermio Malgozzo, Principe Giglio           | Luisa Mattia      | Equivoci                         |                                |
| 4       | 4           | L'ira di Orchidea                                                                  | 28 dicembre 2006 | Milo Cotogno, Principessa Odessa, Lupo Lucio, Orchessa Orchidea      | Lorenza Cingoli   | Partenza di Orco Rubio           |                                |
| 5       | Cronache 1  | Le cronache del Fantabosco: La Strega delle Nevi (Sesta stagione)                  | 29 dicembre 2006 | Milo Cotogno                                                         |                   |                                  |                                |
| 6       | 5           | Sembra facile                                                                      | 1º gennaio 2007  | Milo Cotogno, Strega Varana, Balia Bea, Principessa Odessa           | Janna Carioli     | Ruoli                            | "Uffa che barba"               |
| 7       | 6           | Una giostra per Gipo                                                               | 2 gennaio 2007   | Milo Cotogno, Lupo Lucio, Orchessa Orchidea, Gnomo Ronfo             | Luisa Mattia      | Giostra                          |                                |
| 8       | 7           | Elisir di mamma                                                                    | 3 gennaio 2007   | Balia Bea, Strega Varana, Principe Giglio, Principessa Odessa        | Lorenza Cingoli   | Mamma                            |                                |
| 9       | 8           | Tracce di Orco                                                                     | 4 gennaio 2007   | Milo Cotogno, Lupo Lucio, Principe Giglio, Orco Manno                | Lucia Franchitti  | Arrivo di Orco Manno             |                                |
| 10      | Cronache 2  | Le cronache del Fantabosco: La promessa del Re (Settima stagione)                  | 5 gennaio 2007   | Milo Cotogno                                                         |                   |                                  |                                |
| 11      | 9           | Il tesoro del Drago                                                                | 8 gennaio 2007   | Gnomo Ronfo, Gnoma Linfa, Principe Giglio, Strega Varana             | Lucia Franchitti  | Tesori                           |                                |
| 12      | 10          | Il buon vecchio Lupo Lucio                                                         | 9 gennaio 2007   | Milo Cotogno, Fata Lina, Lupo Lucio, Balia Bea                       | Martina Forti     | Bullismo                         |                                |
| 13      | 11          | Un regalo scintillante                                                             | 10 gennaio 2007  | Milo Cotogno, Lupo Lucio, Principessa Odessa, Shirin Scintilla       | Lorenza Cingoli   | Arrivo di Shirin                 | "Un genio per amico"           |
| 14      | 12          | Orco mangia tutto                                                                  | 11 gennaio 2007  | Milo Cotogno, Cuoco Basilio, Orco Manno, Fata Lina                   | Lucia Franchitti  | Ingordigia                       |                                |
| 15      | Cronache 3  | Le cronache del Fantabosco: La mela stregata (Sesta stagione)                      | 12 gennaio 2007  | Milo Cotogno                                                         |                   |                                  |                                |
| 16      | 13          | La freccia verde                                                                   | 15 gennaio 2007  | Milo Cotogno, Gnomo Ronfo, Strega Varana, Principessa Odessa         | Martina Forti     | Coraggio                         | "Le grandi imprese"            |
| 17      | 14          | Un Principe molto deciso                                                           | 16 gennaio 2007  | Milo Cotogno, Strega Varana, Fata Lina, Principe Giglio              | Venceslao Cembalo | Prepotenza                       |                                |
| 18      | 15          | Il terribile Mauro Gigasauro                                                       | 18 gennaio 2007  | Milo Cotogno, Orchessa Orchidea, Fata Lina, Principe Giglio          | Janna Carioli     | Talismani                        |                                |
| 19      | Cronache 4  | Le cronache del Fantabosco: Un re senza corona (Settima stagione)                  | 19 gennaio 2007  | Milo Cotogno                                                         |                   |                                  |                                |
| 20      | 16          | Alla moda del Fantabosco                                                           | 22 gennaio 2007  | Milo Cotogno, Strega Varana, Orco Manno, Gnoma Linfa                 | Luisa Mattia      | Moda                             | "È l'orco, è l'orco"           |
| 21      | 17          | Fata Lina e Fata Luna                                                              | 23 gennaio 2007  | Milo Cotogno, Lupo Lucio, Fata Lina, Gnoma Linfa                     | Luisa Mattia      | Luna                             |                                |
| 22      | 18          | Scintilla d'amore                                                                  | 25 gennaio 2007  | Balia Bea, Orco Manno, Orchessa Orchidea, Shirin Scintilla           | Lucia Franchitti  | Amore                            |                                |
| 23      | Cronache 5  | Le cronache del Fantabosco: Un topo, aiuto! (Ottava stagione)                      | 26 gennaio 2007  | Milo Cotogno                                                         |                   |                                  |                                |
| 24      | 19          | Una Maestra fantapignosa                                                           | 29 gennaio 2007  | Milo Cotogno, Lupo Lucio, Principessa Odessa, Gnoma Linfa            | Venceslao Cembalo | Scuola                           |                                |
| 25      | 20          | Lezioni d'amore                                                                    | 30 gennaio 2007  | Milo Cotogno, Orchessa Orchidea, Orco Manno, Fata Lina               | Venceslao Cembalo | Litigiosità                      |                                |
| 26      | 21          | Pasticciaccio al pomodoro                                                          | 1º febbraio 2007 | Milo Cotogno, Cuoco Basilio, Principessa Odessa, Balia Bea           | Lorenza Cingoli   | Sangue                           |                                |
| 27      | Cronache 6  | Le cronache del Fantabosco: Che paura la puntura (Sesta stagione)                  | 2 febbraio 2007  | Milo Cotogno                                                         |                   |                                  |                                |
| 28      | 22          | Cavalieri e damigelle                                                              | 5 febbraio 2007  | Milo Cotogno, Orchessa Orchidea, Principessa Odessa, Lupo Lucio      | Lorenza Cingoli   | Maschi e femmine                 |                                |
| 29      | 23          | L'apprendista streghino                                                            | 6 febbraio 2007  | Milo Cotogno, Fata Lina, Strega Varana, Drollo                       | Bruno Tognolini   | Apprendistato Arrivo di Drollo   | "Cosa farai da grande?"        |
| 30      | 24          | L'altalena del tempo                                                               | 12 febbraio 2007 | Milo Cotogno, Principessa Odessa, Strega Varana, Drollo              | Lucia Franchitti  | Tempo                            | "Il tempo del tempo"           |
| 31      | 25          | Ridi ancora, Balia Bea!                                                            | 13 febbraio 2007 | Balia Bea, Gnomo Ronfo, Vermio Malgozzo, Strega Varana               | Bruno Tognolini   | Tristezza                        |                                |
| 32      | 26          | Caro Diario                                                                        | 15 febbraio 2007 | Milo Cotogno, Fata Lina, Orchessa Orchidea, Lupo Lucio               | Venceslao Cembalo | Diario                           |                                |
| 33      | Cronache 7  | Le cronache del Fantabosco: La mappa misteriosa (Settima stagione)                 | 16 febbraio 2007 | Milo Cotogno                                                         |                   |                                  |                                |
| 34      | 27          | Milo postino                                                                       | 19 febbraio 2007 | Milo Cotogno, Orchessa Orchidea, Principessa Odessa, Principe Giglio | Lorenza Cingoli   | Posta                            |                                |
| 35      | 28          | Un lupo senza maschera                                                             | 20 febbraio 2007 | Milo Cotogno, Principe Giglio, Principessa Odessa, Lupo Lucio        | Luisa Mattia      | Maschere                         | "La festa delle maschere"      |
| 36      | 29          | Il cappello dei Figli Amati (Puntata Speciale)                                     | 22 febbraio 2007 | Milo Cotogno, Balia Bea, Shirin Scintilla, Vermio Malgozzo           | Bruno Tognolini   | Figli adottati                   | "Perché tu sei la mia mamma"   |
| 37      | Cronache 8  | Le cronache del Fantabosco: La legge del più forte (Settima stagione)              | 23 febbraio 2007 | Milo Cotogno                                                         |                   |                                  |                                |
| 38      | 30          | Che bibite, Milo!                                                                  | 26 febbraio 2007 | Milo Cotogno, Strega Varana, Fata Lina, Balia Bea                    | Luisa Mattia      | Amicizia                         |                                |
| 39      | 31          | Casa mia, vado via                                                                 | 27 febbraio 2007 | Milo Cotogno, Lupo Lucio, Principe Giglio, Shirin Scintilla          | Lorenza Cingoli   | Casa                             |                                |
| 40      | 32          | Capitan Pacifico                                                                   | 28 febbraio 2007 | Milo Cotogno, Principe Giglio, Strega Varana, Vermio Malgozzo        | Lorenza Cingoli   | Guerra                           |                                |
| 41      | 33          | Trotta trotta cavallino                                                            | 1º marzo 2007    | Balia Bea, Principe Giglio, Orco Manno, Shirin Scintilla             | Bruno Tognolini   | Mezzi di locomozione             |                                |
| 42      | Cronache 9  | Le cronache del Fantabosco: Le meraviglie della carta (Settima stagione)           | 2 marzo 2007     | Milo Cotogno                                                         |                   |                                  |                                |
| 43      | 34          | La pozione scordarella                                                             | 5 marzo 2007     | Milo Cotogno, Strega Varana, Orchessa Orchidea, Principe Giglio      | Luisa Mattia      | Disamore                         |                                |
| 44      | 35          | Una principessa come si deve                                                       | 6 marzo 2007     | Milo Cotogno, Gnomo Ronfo, Principessa Odessa, Cuoco Basilio         | Luisa Mattia      | Eccesso di zelo                  | "Mille mani amiche"            |
| 45      | 36          | La rosa di Strega Varana                                                           | 7 marzo 2007     | Gnoma Linfa, Balia Bea, Strega Varana, Lupo Lucio                    | Luisa Mattia      | Legami d'affetto                 |                                |
| 46      | 37          | Un mostro di palude                                                                | 8 marzo 2007     | Milo Cotogno, Lupo Lucio, Fata Lina, Shirin Scintilla                | Lorenza Cingoli   | Acqua                            |                                |
| 47      | Cronache 10 | Le cronache del Fantabosco: Re Braccio d'Oro (Settima stagione)                    | 9 marzo 2007     | Milo Cotogno                                                         |                   |                                  |                                |
| 48      | 38          | Il Lupo giardiniere                                                                | 12 marzo 2007    | Milo Cotogno, Lupo Lucio, Fata Lina, Cuoco Basilio                   | Lucia Franchitti  | Giardinaggio                     |                                |
| 49      | 39          | Le fatiche di Orco Manno                                                           | 13 marzo 2007    | Gnoma Linfa, Orco Manno, Lupo Lucio, Fata Lina                       | Luisa Mattia      | Fatiche leggendarie              |                                |
| 50      | 40          | Un bue re... Visto!                                                                | 14 marzo 2007    | Milo Cotogno, Principe Giglio, Principessa Odessa, Drollo            | Bruno Tognolini   | Nascondigli                      |                                |
| 51      | 41          | Un brutto vento                                                                    | 15 marzo 2007    | Milo Cotogno, Principessa Odessa, Fata Lina, Balia Bea               | Venceslao Cembalo | Diversità                        | "Io mi fido di te"             |
| 52      | Cronache 11 | Le cronache del Fantabosco: La storia del terribile Sciupafiabe (Settima stagione) | 16 marzo 2003    | Milo Cotogno                                                         |                   |                                  |                                |
| 53      | 42          | Attenti al ragno!                                                                  | 19 marzo 2007    | Milo Cotogno, Gnomo Ronfo, Gnoma Linfa, Fata Lina                    | Martina Forti     | Ragni                            |                                |
| 54      | 43          | L'amore ti fa bella                                                                | 20 marzo 2007    | Balia Bea, Principessa Odessa, Orchessa Orchidea, Orco Manno         | Janna Carioli     | Innamoramento                    | "Sono un orco romantico"       |
| 55      | 44          | Lo spadino nella roccia                                                            | 21 marzo 2007    | Milo Cotogno, Lupo Lucio, Principe Giglio, Shirin Scintilla          | Lucia Franchitti  | Paure                            |                                |
| 56      | 45          | Ricette stregate                                                                   | 22 marzo 2007    | Balia Bea, Gnoma Linfa, Strega Varana, Drollo                        | Janna Carioli     | Rivalità                         |                                |
| 57      | Cronache 12 | Le cronache del Fantabosco: Una fata da fiaba (Settima stagione)                   | 23 marzo 2007    | Milo Cotogno                                                         |                   |                                  |                                |
| 58      | 46          | Il Cuoco che non si addormentò                                                     | 26 marzo 2007    | Milo Cotogno, Gnomo Ronfo, Gnoma Linfa, Cuoco Basilio                | Venceslao Cembalo | Fiabe                            |                                |
| 59      | 47          | Cuore di Gnomo                                                                     | 27 marzo 2007    | Milo Cotogno, Balia Bea, Gnomo Ronfo, Strega Varana                  | Venceslao Cembalo | Cose che cambiano                | "Nel fondo degli occhi"        |
| 60      | 48          | Diavolo d'un Lupo!                                                                 | 29 marzo 2007    | Balia Bea, Lupo Lucio, Principe Giglio, Principessa Odessa           | Bruno Tognolini   | Tentazioni                       |                                |
| 61      | Cronache 13 | Le cronache del Fantabosco: Troppa magia! (Settima stagione)                       | 30 marzo 2007    | Milo Cotogno                                                         |                   |                                  |                                |
| 62      | 49          | Il perfetto cavaliere                                                              | 2 aprile 2007    | Milo Cotogno, Gnoma Linfa, Principe Giglio, Principessa Odessa       | Venceslao Cembalo | Robot                            |                                |
| 63      | 50          | Un uovo a sorpresa                                                                 | 3 aprile 3007    | Milo Cotogno, Strega Varana, Orco Manno, Orchessa Orchidea           | Lucia Franchitti  | Uova                             | "Lo so io come sono i bambini" |
| 64      | 51          | Balia Yaga                                                                         | 5 aprile 2007    | Milo Cotogno, Lupo Lucio, Strega Varana, Balia Bea                   | Lucia Franchitti  | Streghe                          |                                |
| 65      | Cronache 14 | Le cronache del Fantabosco: Un lupo di rara bellezza (Settima stagione)            | 6 aprile 2007    | Milo Cotogno                                                         |                   |                                  |                                |
| 66      | 52          | L'infuso di Drollo                                                                 | 9 aprile 2007    | Milo Cotogno, Fata Lina, Lupo Lucio, Drollo                          | Martina Forti     | Rimedi naturali                  |                                |
| 67      | 53          | Solitario in compagnia                                                             | 10 aprile 2007   | Milo Cotogno, Gnomo Ronfo, Gnoma Linfa, Lupo Lucio                   | Bruno Tognolini   | Socialità                        | "Canzone solitaria"            |
| 68      | 54          | La gabbia d'oro                                                                    | 12 aprile 2007   | Milo Cotogno, Cuoco Basilio, Lupo Lucio, Principe Giglio             | Lorenza Cingoli   | Oro                              |                                |
| 69      | Cronache 15 | Le cronache del Fantabosco: Che vincano i migliori! (Settima stagione)             | 13 aprile 2007   | Milo Cotogno                                                         |                   |                                  |                                |
| 70      | 55          | L'Orchessa marina                                                                  | 16 aprile 2007   | Milo Cotogno, Lupo Lucio, Principe Giglio, Orchessa Orchidea         | Martina Forti     | Mostri acquatici                 | "Quando arriva la balena"      |
| 71      | 56          | Rana Varana                                                                        | 17 aprile 2007   | Milo Cotogno, Gnomo Ronfo, Gnoma Linfa, Strega Varana                | Lucia Franchitti  | Rane                             |                                |
| 72      | 57          | Mani, ali, zampe d'animali                                                         | 18 aprile 2007   | Balia Bea, Strega Varana, Vermio Malgozzo, Principe Giglio           | Bruno Tognolini   | Mani                             |                                |
| 73      | 58          | Il rubino gigante                                                                  | 19 aprile 2007   | Milo Cotogno, Strega Varana, Drollo, Principe Giglio                 | Lorenza Cingoli   | Tesori sepolti                   |                                |
| 74      | Cronache 16 | Le cronache del Fantabosco: L'animale sapiente (Settima stagione)                  | 20 aprile 2007   | Milo Cotogno                                                         |                   |                                  |                                |
| 75      | 59          | Shirin, la dispettosa                                                              | 23 aprile 2007   | Milo Cotogno, Strega Varana, Principe Giglio, Shirin Scintilla       | Luisa Mattia      | Regole di comportamento          |                                |
| 76      | 60          | Nel bosco misterioso                                                               | 24 aprile 2007   | Gnoma Linfa, Lupo Lucio, Fata Lina, Balia Bea                        | Lorenza Cingoli   | Bosco                            |                                |
| 77      | 61          | Piccole bugie                                                                      | 25 aprile 2007   | Milo Cotogno, Fata Lina, Principessa Odessa, Vermio Malgozzo         | Venceslao Cembalo | Bugie                            | "Le bugie sanno d'amaro"       |
| 78      | 62          | Desideri allo specchio                                                             | 26 aprile 2007   | Milo Cotogno, Strega Varana, Lupo Lucio, Drollo                      | Lucia Franchitti  | Desideri                         |                                |
| 79      | Cronache 17 | Le cronache del Fantabosco: L'ospite insaziabile (Settima stagione)                | 27 aprile 2007   | Milo Cotogno                                                         |                   |                                  |                                |
| 80      | 63          | La sposa di Grifo                                                                  | 30 aprile 2007   | Balia Bea, Principessa Odessa, Vermio Malgozzo, Lupo Lucio           | Lorenza Cingoli   | Morte                            |                                |
| 81      | 64          | Il Cavaliere del deserto                                                           | 2 maggio 2007    | Balia Bea, Principe Giglio, Lupo Lucio, Fata Lina                    | Venceslao Cembalo | Cavalieri                        |                                |
| 82      | 65          | Il sol melone                                                                      | 3 maggio 2007    | Milo Cotogno, Orco Manno, Strega Varana, Vermio Malgozzo             | Lorenza Cingoli   | Doni delle stagioni              | "I doni delle stagioni"        |
| 83      | Cronache 18 | Le cronache del Fantabosco: Il cucciolo perduto (Settima stagione)                 | 4 maggio 2007    | Milo Cotogno                                                         |                   |                                  |                                |
| 84      | 66          | Mele e cappelli                                                                    | 7 maggio 2007    | Balia Bea, Orchessa Orchidea, Principessa Odessa, Vermio Malgozzo    | Luisa Mattia      | Mele                             |                                |
| 85      | 67          | La chiave d'argento                                                                | 8 maggio 2007    | Milo Cotogno, Lupo Lucio, Strega Varana, Drollo                      | Lucia Franchitti  | Chiavi                           |                                |
| 86      | 68          | La collana di Shirin                                                               | 9 maggio 2007    | Milo Cotogno, Gnoma Linfa, Gnomo Ronfo, Shirin Scintilla             | Venceslao Cembalo | Ammirazione                      |                                |
| 87      | 69          | L'uragano Varana                                                                   | 10 maggio 2007   | Milo Cotogno, Strega Varana, Principessa Odessa, Gnoma Linfa         | Janna Carioli     | Calamità naturali                | "Mondo rotondo rotola"         |
| 88      | Cronache 19 | Le cronache del Fantabosco: Risate di Drago (Ottava stagione)                      | 11 maggio 2007   | Milo Cotogno                                                         |                   |                                  |                                |
| 89      | 70          | Genio di un Orco                                                                   | 4 giugno 2007    | Milo Cotogno, Lupo Lucio, Fata Lina, Orco Manno                      | Luisa Mattia      | Pensieri intelligenti            | "I muscoli degli Orcoli"       |
| 90      | 71          | Il pentolino dell'amore                                                            | 5 giugno 2007    | Gnomo Ronfo, Principe Giglio, Principessa Odessa, Drollo             | Bruno Tognolini   | Infatuazioni d'amore             |                                |
| 91      | 72          | Varana volante                                                                     | 7 giugno 2007    | Milo Cotogno, Strega Varana, Gnomo Ronfo, Gnoma Linfa                | Lorenza Cingoli   | Volare                           |                                |
| 92      | Cronache 20 | Le cronache del Fantabosco: La nuvola nera (Settima stagione)                      | 8 giugno 2007    | Milo Cotogno                                                         |                   |                                  |                                |
| 93      | 73          | Il vento dei nomi perduti                                                          | 11 giugno 2007   | Milo Cotogno, Principe Giglio, Principessa Odessa, Fata Lina         | Bruno Tognolini   | Nomi                             |                                |
| 94      | 74          | Trappola per Orchi                                                                 | 12 giugno 2007   | Milo Cotogno, Principessa Odessa, Orco Manno, Orchessa Orchidea      | Lucia Franchitti  | Orchi                            | "Gli orchi non hanno cuore"    |
| 95      | 75          | Shirin porta pazienza                                                              | 13 giugno 2007   | Balia Bea, Gnomo Ronfo, Gnoma Linfa, Shirin Scintilla                | Luisa Mattia      | Impazienza                       |                                |
| 96      | Cronache 21 | Le cronache del Fantabosco: Frutta magica! (Settima stagione)                      | 15 giugno 2007   | Milo Cotogno                                                         |                   | Ultima puntata prima dell'estate |                                |

### Seconda parte
La seconda parte della nona stagione andò in onda in prima visione su Rai 3 dall'8 ottobre 2007 fino al 29 novembre 2007.
| N. episodio | N. episodio senza Le cronache del Fantabosco | Nome della puntata                                                      | Prima TV ita     | Personaggi presenti                                              | Sceneggiatura     | Tema                 | Canzone                  |
| ----------- | -------------------------------------------- | ----------------------------------------------------------------------- | ---------------- | ---------------------------------------------------------------- | ----------------- | -------------------- | ------------------------ |
| 97          | 76                                           | Lo Spaventatopi                                                         | 8 ottobre 2007   | Milo Cotogno, Gnomo Ronfo, Lupo Lucio, Principessa Odessa        | Bruno Tognolini   | Mestieri             |                          |
| 98          | 77                                           | Una medicina folletta                                                   | 9 ottobre 2007   | Milo Cotogno, Cuoco Basilio, Orchessa Orchidea, Shirin Scintilla | Luisa Mattia      | Medicine             |                          |
| 99          | 78                                           | Principessa come tutte                                                  | 10 ottobre 2007  | Balia Bea, Gnoma Linfa, Gnomo Ronfo, Principessa Odessa          | Lorenza Cingoli   | Omologazione         | "Canzone d'amicizia"     |
| 100         | 79                                           | Briciole di magia                                                       | 11 ottobre 2007  | Milo Cotogno, Fata Lina, Lupo Lucio, Drollo                      | Venceslao Cembalo | Micro-macro          |                          |
| 101         | Cronache 22                                  | Le cronache del Fantabosco: Gli alberi narratori (Ottava stagione)      | 12 ottobre 2007  | Milo Cotogno                                                     |                   |                      |                          |
| 102         | 80                                           | Drollo del Mondo Mago                                                   | 15 ottobre 2007  | Milo Cotogno, Fata Lina, Lupo Lucio, Drollo                      | Luisa Mattia      | Cartografia di fiaba |                          |
| 103         | 81                                           | La stella nel pozzo                                                     | 16 ottobre 2007  | Milo Cotogno, Balia Bea, Lupo Lucio, Shirin Scintilla            | Lucia Franchitti  | Stelle cadenti       | "La via lattea"          |
| 104         | 82                                           | Il trionfo della verità                                                 | 17 ottobre 2007  | Balia Bea, Cuoco Basilio, Strega Varana, Vermio Malgozzo         | Janna Carioli     | Verità               |                          |
| 105         | 83                                           | La ricchezza degli gnomi                                                | 18 ottobre 2007  | Milo Cotogno, Gnomo Ronfo, Gnoma Linfa, Strega Varana            | Luisa Mattia      | Gnomi                |                          |
| 106         | Cronache 23                                  | Le cronache del Fantabosco: Un Principe imbattibile (Settima stagione)  | 19 ottobre 2007  | Milo Cotogno                                                     |                   |                      |                          |
| 107         | 84                                           | Il Serpedrago                                                           | 22 ottobre 2007  | Milo Cotogno, Principe Giglio, Balia Bea, Vermio Malgozzo        | Luisa Mattia      | Rettili              |                          |
| 108         | 85                                           | Lezioni di danza                                                        | 23 ottobre 2007  | Milo Cotogno, Principessa Odessa, Fata Lina, Shirin Scintilla    | Venceslao Cembalo | Danza                | "Il ballo del Melastico" |
| 109         | 86                                           | Perle di Drago                                                          | 25 ottobre 2007  | Milo Cotogno, Lupo Lucio, Gnomo Ronfo, Orchessa Orchidea         | Lorenza Cingoli   | Cina                 |                          |
| 110         | Cronache 24                                  | Le cronache del Fantabosco: Sogni di Lupi e di Gnomi (Settima stagione) | 26 ottobre 2007  | Milo Cotogno                                                     |                   |                      |                          |
| 111         | 87                                           | Capelli da eroi                                                         | 29 ottobre 2007  | Milo Cotogno, Gnomo Ronfo, Orchessa Orchidea, Vermio Malgozzo    | Lorenza Cingoli   | Forza                | "La forza"               |
| 112         | 88                                           | Strega sirena                                                           | 30 ottobre 2007  | Milo Cotogno, Fata Lina, Strega Varana, Drollo                   | Luisa Mattia      | Calzature            |                          |
| 113         | 89                                           | La riscossa dei Senza Magia                                             | 31 ottobre 2007  | Balia Bea, Lupo Lucio, Principe Giglio, Orco Manno               | Bruno Tognolini   | Risorse umane        |                          |
| 114         | 90                                           | La Regina delle formiche                                                | 1º novembre 2007 | Milo Cotogno, Gnomo Ronfo, Gnoma Linfa, Principessa Odessa       | Lorenza Cingoli   | Formiche             |                          |
| 115         | Cronache 25                                  | Le cronache del Fantabosco: Bagliori al castello (Ottava stagione)      | 2 novembre 2007  | Milo Cotogno                                                     |                   |                      |                          |
| 116         | 91                                           | Moricella guastafeste                                                   | 5 novembre 2007  | Milo Cotogno, Principessa Odessa, Gnomo Ronfo, Drollo            | Lucia Franchitti  | Malattie             | "La pallinite"           |
| 117         | 92                                           | Luce felice                                                             | 6 novembre 2007  | Milo Cotogno, Lupo Lucio, Strega Varana, Principe Giglio         | Bruno Tognolini   | Felicità             |                          |
| 118         | 93                                           | Milo, aiuto!                                                            | 8 novembre 2007  | Milo Cotogno, Fata Lina, Principessa Odessa, Principe Giglio     | Luisa Mattia      | Efficienza           |                          |
| 119         | Cronache 26                                  | Le cronache del Fantabosco: La stella bambina (Settima stagione)        | 9 novembre 2007  | Milo Cotogno                                                     |                   |                      |                          |
| 120         | 94                                           | Bambola di Strega                                                       | 12 novembre 2007 | Milo Cotogno, Balia Bea, Strega Varana, Lupo Lucio               | Luisa Mattia      | Memorie d'infanzia   |                          |
| 121         | 95                                           | A scuola da Milo                                                        | 13 novembre 2007 | Milo Cotogno, Fata Lina, Principessa Odessa, Orco Manno          | Venceslao Cembalo | Lingue               |                          |
| 122         | 96                                           | Un Lupo scheletrico                                                     | 15 novembre 2007 | Milo Cotogno, Lupo Lucio, Fata Lina, Shirin Scintilla            | Lucia Franchitti  | Scheletri            |                          |
| 123         | Cronache 27                                  | Le cronache del Fantabosco: Un Orco che ne vale due (Ottava stagione)   | 16 novembre 2007 | Milo Cotogno                                                     |                   |                      |                          |
| 124         | 97                                           | Un Cuoco smemorato                                                      | 19 novembre 2007 | Milo Cotogno, Cuoco Basilio, Balia Bea, Strega Varana            | Martina Forti     | Collaborazione       |                          |
| 125         | 98                                           | Il segreto di Fata Lina (Remake della puntata del 2003)                 | 20 novembre 2007 | Fata Lina, Milo Cotogno, Strega Varana, Lupo Lucio               | (Mela Cecchi)     | Molestie sessuali    | "Le fate"                |
| 126         | 99                                           | I panini folletti                                                       | 22 novembre 2007 | Milo Cotogno, Strega Varana, Orchessa Orchidea, Principe Giglio  | Lorenza Cingoli   | Pane                 |                          |
| 127         | Cronache 28                                  | Le cronache del Fantabosco: La vernice invecchiante (Ottava stagione)   | 23 novembre 2007 | Milo Cotogno                                                     |                   |                      |                          |
| 128         | 100                                          | Duello di magia                                                         | 26 novembre 2007 | Milo Cotogno, Strega Varana, Vermio Malgozzo, Fata Lina          | Lucia Franchitti  | Magia                |                          |
| 129         | 101                                          | La voce del futuro                                                      | 27 novembre 2007 | Balia Bea, Principe Giglio, Strega Varana, Drollo                | Venceslao Cembalo | Futuro               |                          |
| 130         | 102                                          | La zucca delle fiabe                                                    | 29 novembre 2007 | Balia Bea, Gnomo Ronfo, Strega Varana, Principessa Odessa        | Lucia Franchitti  | Cenerentola          | "Fiaba dopo fiaba"       |